# Alec Benjamin
Alec Shane Benjamin (Phoenix, 28 de maio de 1994), é um cantor e compositor americano. Ele ganhou popularidade com suas músicas indie pop que retratam histórias descritivas de suas próprias experiências pessoais. Depois de lançar um EP mixtape chamado "America" em 2013, ele gravou seu single de estreia, "Paper Crown", em seu dormitório na Universidade do Sul da Califórnia, lançando-o em 2014.
Ele é mais conhecido pela música "Let Me Down Slowly". Além de seu projeto solo, Benjamin encontrou sucesso em composições com artistas como Jon Bellion. Entre suas referências musicais, Alec já revelou que é fortemente influenciado por artistas como Eminem, John Mayer, Paul Simon e Ben Gibbard.
Em 2016, seguiu no caminho da música com um fluxo de músicas, incluindo "The Water Fountain", "End of the Summer" e "I Built a Friend", todos apresentando seus vocais suaves e jovens e arranjos baseados em teclado. Nesse mesmo ano, uma música que ele co-escreveu com Jon Bellion, "New York Soul, Pt. II", apareceu no álbum de Bellion The Human Condition.
Ele fez sua estreia na televisão dos EUA quando cantou "Let Me Down Slowly" no The Late Late Show com James Corden em 8 de janeiro de 2019.

## Discografia

### Álbuns de estúdio
| Título            | Detalhes                                                                                       |
| ----------------- | ---------------------------------------------------------------------------------------------- |
| These Two Windows | - Lançamento: 29 de maio de 2020 - Gravadora: Atlantic - Formatos: Download digital, streaming |

### Mixtapes
| Título             | Detalhes                                                                                | Melhores posições nas tabelas | Melhores posições nas tabelas | Melhores posições nas tabelas | Melhores posições nas tabelas | Melhores posições nas tabelas | Melhores posições nas tabelas | Melhores posições nas tabelas | Certificações              |
| Título             | Detalhes                                                                                | EUA                           | CAN                           | DIN                           | FRA                           | HOL                           | NOR                           | SUE                           | Certificações              |
| ------------------ | --------------------------------------------------------------------------------------- | ----------------------------- | ----------------------------- | ----------------------------- | ----------------------------- | ----------------------------- | ----------------------------- | ----------------------------- | -------------------------- |
| Mixtape 1: America | - Lançamento: 22 de abril de 2013 - Gravadora: White Rope - Formato: Download digital   | —                             | —                             | —                             | —                             | —                             | —                             | —                             |                            |
| Narrated for You   | - Lançamento: 16 de novembro de 2018 - Gravadora: Atlantic - Formatos: Download digital | 127                           | 62                            | 10                            | 130                           | 61                            | 5                             | 20                            | - IFPI DIN:Ouro - MC: Ouro |

### Singles
| Ano                                                                            | Canção                                                   | Melhores posições nas tabelas | Melhores posições nas tabelas | Melhores posições nas tabelas | Melhores posições nas tabelas | Melhores posições nas tabelas | Melhores posições nas tabelas | Melhores posições nas tabelas | Melhores posições nas tabelas | Melhores posições nas tabelas | Melhores posições nas tabelas | Certificações | Álbum                         |
| Ano                                                                            | Canção                                                   | EUA                           | AUS                           | CAN                           | DIN                           | IRL                           | HOL                           | NOR                           | SUE                           | SUI                           | Reino Unido                   | Certificações | Álbum                         |
| ------------------------------------------------------------------------------ | -------------------------------------------------------- | ----------------------------- | ----------------------------- | ----------------------------- | ----------------------------- | ----------------------------- | ----------------------------- | ----------------------------- | ----------------------------- | ----------------------------- | ----------------------------- | --- | ----------------------------- |
| 2014                                                                           | "Paper Crown"                                            | —                             | —                             | —                             | —                             | —                             | —                             | —                             | —                             | —                             | —                             | | Não adicionado à nenhum álbum |
| 2016                                                                           | "End of the Summer"                                      | —                             | —                             | —                             | —                             | —                             | —                             | —                             | —                             | —                             | —                             | | Não adicionado à nenhum álbum |
| 2017                                                                           | "I Built a Friend"                                       | —                             | —                             | —                             | —                             | —                             | —                             | —                             | —                             | —                             | —                             | | Não adicionado à nenhum álbum |
| 2018                                                                           | "Let Me Down Slowly" (solo ou com part. de Alessia Cara) | 79                            | 56                            | 49                            | 6                             | 17                            | 22                            | 6                             | 38                            | 20                            | 31                            | - RIAA: Platina - ARIA: Platina - BPI: Ouro - IFPI DIN: Platina - IFPI NOR: Ouro - IFPI SWI: 2× Platina - MC: 3× Platina | Narrated for You              |
| 2018                                                                           | "Boy in the Bubble"                                      | —                             | —                             | —                             | —                             | —                             | —                             | —                             | —                             | —                             | —                             | | Narrated for You              |
| 2018                                                                           | "If We Have Each Other"                                  | —                             | —                             | —                             | —                             | —                             | —                             | —                             | —                             | —                             | —                             | - MC: Ouro | Narrated for You              |
| 2018                                                                           | "Death of a Hero"                                        | —                             | —                             | —                             | —                             | —                             | —                             | —                             | —                             | —                             | —                             | | Narrated for You              |
| 2018                                                                           | "Outrunning Karma"                                       | —                             | —                             | —                             | —                             | —                             | —                             | —                             | —                             | —                             | —                             | | Narrated for You              |
| 2018                                                                           | "1994"                                                   | —                             | —                             | —                             | —                             | —                             | —                             | —                             | —                             | —                             | —                             | | Narrated for You              |
| 2019                                                                           | "Must Have Been the Wind"                                | —                             | —                             | —                             | —                             | —                             | —                             | —                             | —                             | —                             | —                             | | These Two Windows             |
| 2019                                                                           | "Jesus in LA"                                            | —                             | —                             | —                             | —                             | —                             | —                             | —                             | —                             | —                             | —                             | | These Two Windows             |
| 2019                                                                           | "Mind Is a Prison"                                       | —                             | —                             | —                             | —                             | —                             | —                             | —                             | —                             | —                             | —                             | | These Two Windows             |
| 2020                                                                           | "Demons"                                                 | —                             | —                             | —                             | —                             | —                             | —                             | —                             | —                             | —                             | —                             | | These Two Windows             |
| 2020                                                                           | "Oh My God"                                              | —                             | —                             | —                             | —                             | —                             | —                             | —                             | —                             | —                             | —                             | | These Two Windows             |
| 2020                                                                           | "The Book of You & I"                                    | —                             | —                             | —                             | —                             | —                             | —                             | —                             | —                             | —                             | —                             | | These Two Windows             |
| 2020                                                                           | "Six Feet Apart"                                         | —                             | —                             | —                             | —                             | —                             | —                             | —                             | —                             | —                             | —                             | | Não adicionado à nenhum álbum |
| "—" denota canções que não entraram nas paradas ou não foram lançados no país. |                                                          |                               |                               |                               |                               |                               |                               |                               |                               |                               |                               | |                               |

## Turnês
- These Two Windows Tour (2020)